# Bendt Hildebrandt
Bendt Hildebrandt (født 13. oktober 1945) er en dansk skuespiller, der har optrådt på forskellige teatre samt i film og tv-serier. Han blev uddannet på skuespillerskolen ved Aarhus Teater fra 1969 til 1972, hvor han også har haft mange forskellige roller. Hildebrandt har udover Aarhus Teater optrådt på Bådteatret, Det Kongelige Teater, Teatret ved Sorte Hest og Det Danske Teater.

## Filmografi
- Krigsdøtre (tv-serie, 1981)
- Forræderne (1983)
- Over stregen (kortfilm, 1987)
- Tekno love (1989)
- Gøngehøvdingen (tv-serie, 1992)
- Frihedens skygge (tv-serie, 1994)
- Aberne og det hemmelige våben (animationsfilm, 1995)
- TAXA (tv-serie, 1998)
- Rejseholdet (tv-serie, 2000)
- Code of Conduct (kortfilm, 2001)
- Headhunter (2009)